# Антон Ипсен
Антон Ерсков Ипсен (дан. Anton Ørskov Ipsen; Биркеред, 4. септембар 1994) дански је пливач чија ужа специјалност су трке слободним стилом на дужим дистанцама. Вишеструки је национални првак и рекордер и учесник европских и светских првенстава и дански олимпијац са игара у Рију 2016. године. 
Дипломирао је индустријски инжењеринг на Универзитету Северне Каролине. Проглашен је за најбољег пливача Данске за 2016. годину.

## Спортска каријера
Ипсен је дебитовао на међународној пливачкој сцени још као јуниор, а већ на првом већем такмичењу на коме је учествовао, освојио је и прву медаљу — злато у трци на 800 метара слободним стилом на Европском јуниорском првенству у Антверпену 2012. године. У децембру исте године по први пут је наступио и на неком од већих сениорских такмичења, на Европском првенству у малим базенима у Шартру. 
На европским првенствима у великим базенима је дебитовао у Берлину 2014, а потом се такмичио и на првенствима у Лондону 2016. и Глазгову 2018. године. 
Био је део данског олимпијског тима на ЛОИ 2016. у Рију, а на својим првим Олимпијским играма у каријери се такмичио у две дисциплине. Прво је у квалификацијама трке на 400 слободно заузео 20. место, а потом на 1500 метара био на укупно 18. позицији. Ни у једној од трка није успео да се пласира у финале. Након Игара у Рију по први пут је наступио на Светском првенству у малим базенима, које је средином децембра 2016. одржано у Виндзору, а где је заузео високо четврто место у финалу трке на 1500 слободно. 
На светским првенствима у великим базенима је дебитовао у Будимпешти 2017, где је учествовао у квалификацијама у четири дисицплине. Најбољи резултат је постигао у трци на 800 слободно коју је окончао на 12. месту, на 400 слободно је био 23, на 1500 слободно на 20, а на 400 мешовито на 24. месту. Нешто боље резултате је постигао две године касније, на првенству света у корејском Квангџуу 2019, где га је од финала трке на 800 слободно (9. место у квалификацијама) делило свега 0,62 секунде. Такмичио се и у трци на 400 слободно, коју је окончао на 12. позицији, док је квалификације трке на 1500 слободно завршио на 15. месту.